# ロベール2世 (ブルゴーニュ公)
ロベール2世（フランス語：Robert II, 1248年 - 1306年3月21日）は、ブルゴーニュ公（在位：1271年 - 1306年）。ユーグ4世とその妃であったドルー伯ロベール3世の娘ヨランド・ド・ドルーの三男。

## 生涯
ユーグ4世よりも先に2人の兄が没していたため、1271年に父の死去により公位を嗣いだ。
1279年にフランス王ルイ9世の末娘アニェスと結婚し 、5男5女をもうけた。息子たちへ領土を分配し、娘に対しても結婚持参金として与えたため、ブルゴーニュ公の領地は減少した。
- ジャン（1279年 - 1283年） - ブルゴーニュ伯オトン4世とフィリッパ・ド・バルの長女アリックスと婚約していたが、夭折
- マルグリット（1285年 - 1290年以前） - 未婚のまま夭折
- ブランシュ（1288年 - 1348年） - サヴォイア伯エドアルド妃
- マルグリット（1290年 - 1315年） - フランス王ルイ10世妃[3]
- ジャンヌ（1293年 - 1348年） - フランス王フィリップ6世妃[4]
- ユーグ（1294年 - 1315年）[4] - ブルゴーニュ公
- ウード（1295年 - 1350年）[3] - ブルゴーニュ公
- ルイ（1297年 - 1316年） - アカイア公、アカイア公領継承者マオー・ド・エノーと結婚[4]
- マリー（1298年 - 1336年） - バル伯エドゥアール1世と結婚[1]
- ロベール（1302年 - 1334年） - トネール伯。トネール女子相続人ジャンヌと結婚。

1284年、ロベール2世はドイツ王ルドルフ1世よりドーフィネ公領に対する権限を与えられた。これによりフランスとの間出2年間戦争が続き、最終的にフランス王フィリップ4世はロベール2世にドーフィネに対する要求を放棄させるために、ロベール2世に2万リーブル・トゥルノワを支払った。
ロベール2世はロベール1世の命日である3月21日に死去した。公位は次男のユーグ5世が嗣いだ。